# 아야코 아마다

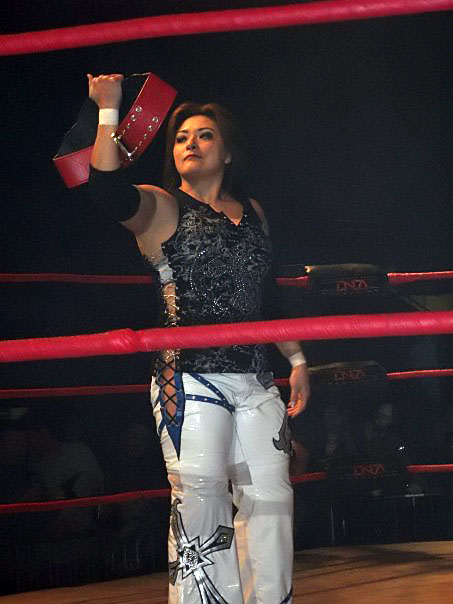
아야코 아마다 (2010년)

아야코 아마다(Ayako Hamada)는 멕시코의 프로레슬링선수다. 본명은 아야코 발렌티나 아마다 비야레알(Ayako Valentina Hamada Villareal)이며, 일본인 아버지와 멕시코인 어머니 사이에서 태어났다. 일본어 이름은 하마다 아야코(浜田 文子)이다.